# Megaphorus acrus
Megaphorus acrus là một loài ruồi trong họ Asilidae. Megaphorus acrus được Curran miêu tả năm 1931.